# Frank McAvennie
Francis McAvennie (Glasgow, 22 novembre 1959) è un ex calciatore britannico, di ruolo attaccante.

## Carriera

### Club
Ha giocato nella massima serie scozzese ed in quella inglese.

### Nazionale
Con la Nazionale scozzese ha partecipato ai Mondiali di calcio 1986.

## Palmarès

### Club

#### Competizioni nazionali
- Campionato scozzese: 1

Celtic: 1987-1988
- Coppa di Scozia: 2

Celtic: 1987-1988, 1988-1989

### Individuale
- Miglior giovane dell'anno della SPFA: 1

1981-1982